# Rogoznica (Chorwacja)
Rogoznica – wieś i port rybacki w Chorwacji, w żupanii szybenicko-knińskiej, w gminie Rogoznica.

## Historia
W 2011 roku liczyła 1121 mieszkańców. Położona częściowo na niewielkiej (1200 m długości) wyspie Kopara odległej o 200 m od stałego lądu, a częściowo wzdłuż sąsiedniego wybrzeża (Stara Rogoznica, chorw. Stare Roznice). Od 1912 roku obie części połączone są groblą. Wcześniej, w okresie XIX wieku, cieśnina między wyspą a lądem była sukcesywnie zasypywana w celu utworzenia brodu możliwego do przejścia. Początki osady na wyspie datowane są na połowę XV wieku, osadnictwo na lądzie jest starsze. Na półwyspie po północnej stronie wyspy znajduje się przystań jachtowa - Marina Frapa